# Pacific (Missouri)
Pacific – miasto w Stanach Zjednoczonych, w stanie Missouri, w hrabstwie Franklin.